# Vogel-Verlag
Der Vogel-Verlag war ein bedeutender Wirtschafts- und Fachzeitschriftenverlag in Pößneck in Thüringen von 1891 bis 1947.

## Geschichte

### 1891–1930
1891 gründete Carl Gustav Vogel (26. September 1868 – 8. März 1945) das Internationale Briefmarken-Offerten-Blatt in Pößneck. Dieses enthielt Inserate zum Kauf und Tausch von Briefmarken. 1894 gründete er dazu die Zeitschrift Maschinenmarkt, in der er  Inserate von Maschinenbauunternehmen publizierte. Die verschiedenen Ausgaben verschickte er an unterschiedliche Interessenten je nach dem wechselnden Themengebiet (als Wechselversand, meist kostenlos). Diese Zeitschrift wurde recht erfolgreich. 1899 entstand ein Ableger für Österreich-Ungarn, außerdem wurden einige neue Zeitschriften gegründet. Danach ließ Carl Gustav Vogel neue Fabrikgebäude hinter der Bahnlinie bauen.
Ab 1919 entstanden weitere Fachzeitschriften, wie Agrar Markt (1919), Export Markt (1921), Lastauto (1924), Motor und Sport (1924, später: Auto Motor und Sport) und  Radio Markt (1927). 1922 gab der Verlag nach eigenen Angaben 24 Fachzeitschriften mit etwa 800 Mitarbeitern heraus. 
In dieser Zeit wirkten die beiden Söhne Arthur Gustav Vogel (5. August 1889–23. Juni 1958) und Ludwig Vogel (23. Juli 1900–21. Mai 1982) im Unternehmen mit.
1920/22 erwarb die Familie  das Schloss Hummelshain als Wohn- und Gästehaus, 1928  wurde außerdem die repräsentative Villa Altenburg in Pößneck gebaut.
In dieser Zeit stand in dem Unternehmen die größte Druckmaschine Europas (nach Firmenangaben). 

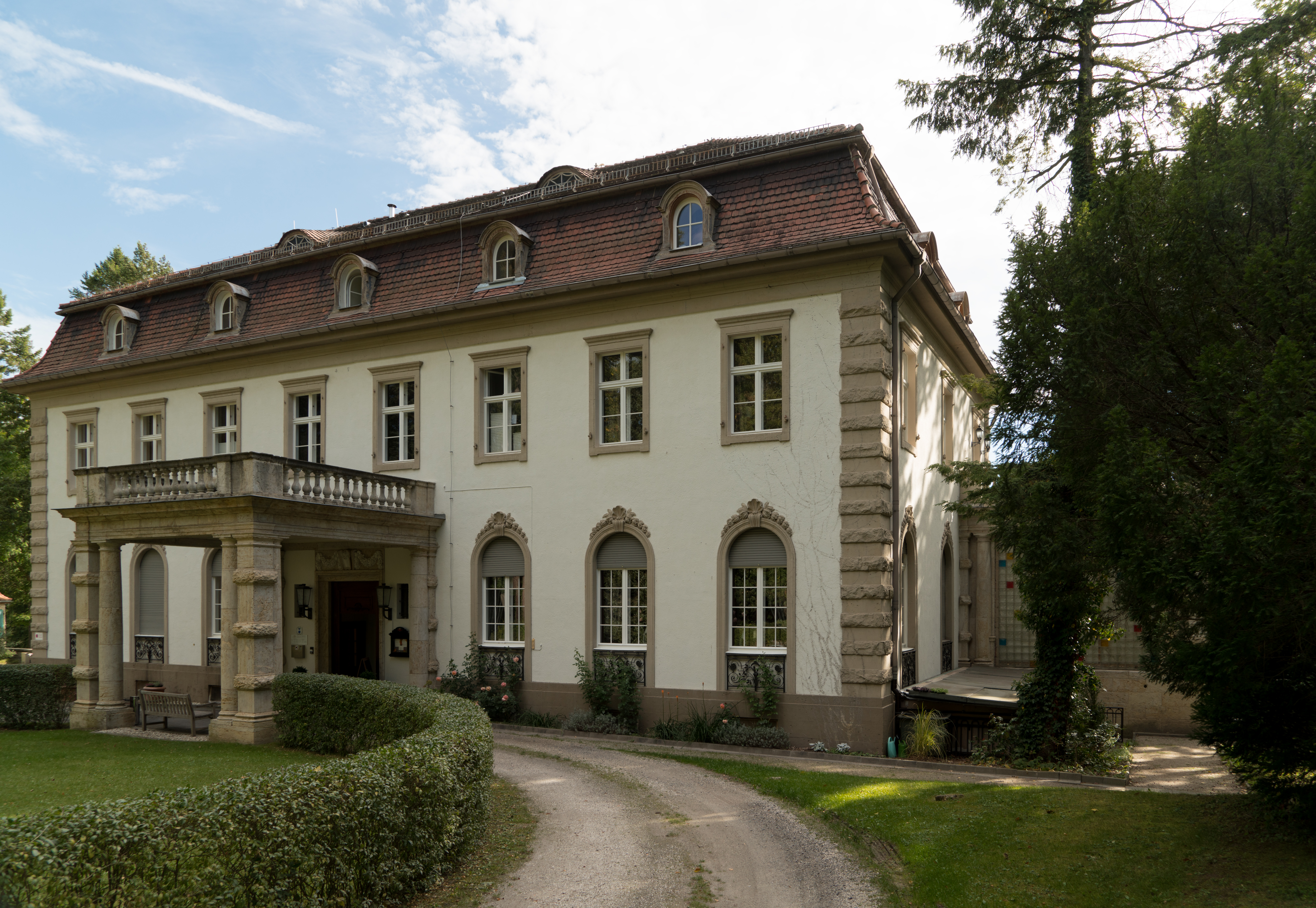
Villa Altenburg in Pößneck, Wohnhaus der Verlegerfamilie Vogel

### 1930–1945
1930 übernahmen die beiden Söhne Arthur Gustav und Ludwig Vogel das Unternehmen in Pößneck, während der Gründer Carl Gustav Vogel in der Schweiz eine Zeitschrift übernahm, und diese als Maschinenmarkt Schweiz in Goldach/St. Gallen erfolgreich weiter führte.
1933 bezeichnete sich der Vogel-Verlag als größter Fachzeitschriftenverlag Deutschlands mit 23 Zeitschriften. In den folgenden Jahren wurden auch einige Bücher verlegt. 1939 gab es 940 Mitarbeiter. In den folgenden Jahren mussten der Umfang der Anzeigen und der Zeitschriften verringert werden, einige wurden eingestellt. Aus den Druckereien wurden Materialien wie Zink abgezogen, die Papierqualität verschlechterte sich. Trotzdem konnte bis zum März 1945 eine Zeitschrift  erscheinen.

### 1945–1948
Noch 1945 konnte der Vogel-Verlag innerhalb der neu gegründeten Arbeitsgemeinschaft Thüringer Verleger nach einigen Schwierigkeiten mindestens eine Publikation herausgeben.  1947 erhielt er eine offizielle Verlagslizenz durch die Sowjetische Militäradministration und konnte einige weitere Bücher verlegen.
Noch in diesem Jahr 1947 wurde der Vogel-Verlag geschlossen und 1948 verstaatlicht. Die Druckerei wurde in das Karl-Marx-Werk eingegliedert und entwickelte sich später zur größten Buchdruckerei in der DDR.
Die Verleger Ludwig und Arthur Gustav Vogel, sowie dessen Sohn Karl Theodor gründeten 1947 in Coburg in der amerikanischen Besatzungszone einen neuen Vogel-Verlag.  Dort gaben die einige der bisherigen Zeitschriften wie den Maschinenmarkt weiter heraus. Das Unternehmen besteht als Vogel Communications Group bis in die Gegenwart in Würzburg.